# Manawydan
Manawydan var i keltisk mytologi den brittiska motsvarigheten till den irländske Manannan. Till skillnad från denne hade han ingen vistelseort till havs. Han beskrivs i en saga för sig.